# Repetirka z vrtljivim valjastim zaklepom
Repetirke z vrtljivim valjastim zaklepom so podvrsta repetirk, ki uporabljajo za ponovno polnenje mehanizem vrtljivega valjastega zaklepa.
Sedaj te puške predstavljajo glavno podvrsto repetirk.